# 合肥经济学院
合肥经济学院，是位于安徽省合肥市的一所民办普通高等学校。

## 历史
2020年11月11日，教育部发展规划司发布《关于拟同意设置本科高等学校的公示》，拟定同意安徽农业大学经济技术学院转设为民办普通高等学校合肥经济学院。2020年12月18日，经中华人民共和国教育部批准，安徽农业大学经济技术学院脱离安徽农业大学管理，并转设为民办普通高等学校合肥经济学院，由合肥庐阳科教发展有限公司全资持有。